# Edmond Henri Fischer
Edmond Henri Fischer (Xangai, Xina, 1947 - Seattle, Washington, 27 d'agost de 2021) fou un bioquímic i professor universitari nord-americà, d'origen suís, guardonat amb el Premi Nobel de Medicina o Fisiologia l'any 1992.

## Biografia
Va néixer el 6 d'abril de 1920 a la ciutat xinesa de Xangai però als 7 anys retornà amb la seva família al seu país d'origen, Suïssa. Estudià química a la Universitat de Ginebra, on es llicencià l'any 1947 especialitzant-se primer en química orgànica. L'any 1950 es traslladà als Estats Units per treballar com a investigador associat de l'Institut Tecnològic de Califòrnia, càrrec que abandonà per esdevenir membre de l'equip de recerca i catedràtic de bioquímica a la Universitat de Washington situada a Seattle.

## Recerca científica
Inicià la seva recerca al voltant de l'estructura dels polisacàrids i els enzims necessaris per a la seva síntesi i trencament.
Durant la seva estada a la Universitat de Washington inicià la seva col·laboració amb Edwin Gerhard Krebs realitzant estudis sobre el glicogen fosforilat, definint una sèrie de reaccions que conduïen a l'activació o inactivació d'aquest enzim segons l'acció de les hormones i el calci, i descobrint en aquest procés la fosforilació reversible de les proteïnes pel qual una proteïncinasa té la capacitat de transformar un grup de fosfats des del trifosfat d'adenosina (ATP) a una proteïna. La forma i la funció de la proteïna s'altera permetent-la participar en un cert procés biològic.
L'any 1992 ambdós científics foren guardonats amb el Premi Nobel de Medicina o Fisiologia per descobrir com la fosforilació de les proteïnes són usades en els processos de regulació biològica.